# Seznam písní Jiřího Zmožka
Toto je seznam písní, které nazpíval nebo k nim složil hudbu a nebo napsal text Jiří Zmožek.

## Seznam
poz. - píseň - interpret, duet - (autor hudby / autor textu) - rok
(h:/t:) - doposud nezjištěný autor hudby nebo textu
- (na doplnění)

## A
- Ave Maria - (Jiří Zmožek / Marcel Zmožek)
  - Ave Maria - Jakub Smolík - (Jiří Zmožek / Marcel Zmožek)
  - Ave Maria - Jakub Smolík a Šárka Tomanová - (Jiří Zmožek / Marcel Zmožek)
- Až láska osloví tě jménem - Jiří Zmožek - (Jiří Zmožek / Michal Horáček)

## B
- Bez nálady
- Bílá Jawa 250 - Věra Špinarová (Jiří Zmožek / Vladimír Čort)
- Biograf láska - Hana Zagorová - (Jiří Zmožek / Vladimír Čort) - 1982
- Breviary of love (Breviář lásky) - Hana Zagorová - (Jiří Zmožek / t: ) - 1978
- Breviář lásky - Hana Zagorová - (Jiří Zmožek / Vladimír Čort) - 1975
- Bude mi dvacet - Jiří Zmožek - (Jiří Zmožek / Michal Horáček) - Liverpool versus Torino / Bude mi dvacet (1985)
- Budu volat: Mám tě rád - Radoslav Brzobohatý - (Jiří Zmožek / Pavel Kopta)
- Budem oslavovať Tvoje meno

## C
- Cestou domů - Josef Somr -  (Jiří Zmožek / Pavel Kopta)
- Cinema of Love (Biograf láska) - Hana Zagorová - (Jiří Zmožek / Vladimír Čort) - 1985
- Co stalo se stalo - Hana Zagorová - (Jiří Zmožek / Jiřina Fikejzová) - 1984 - Mys dobrých nadějí (1985)
- Co vlastně na zevnějšku záleží

## Č
- Čas odejít - Hana Zagorová - (Jiří Zmožek / Jan Krůta) - 1989
- Čistý štít -  Josef Kemr - (Jiří Zmožek / Pavel Kopta)

## D
- Dál točí se svět
- Dámskej mejdan - Marie Rottrová - (Jiří Zmožek / Pavel Vrba)
- Dávno - Judita Čeřovská - (Jiří Zmožek / J. Aplt) - 1983
- Denn es ist mehr - Karel Gott - (Jiří Zmožek / Helmut Frey) - 1987 - německá verze písně Kantiléna
- Dobro s láskou vítězí - Iveta Bartošová, Karel Černoch, Marcel Zmožek (Jiří Zmožek / Zdeněk Borovec) - 1986 (z pohádky Co takhle svatba, princi)
- Drahý vánku můj - Jitka Zelenková - (Jiří Zmožek / Boris Janíček)

## E
- E 14 - Karel Gott - (Jiří Zmožek / Jiřina Fikejzová) - 1984 - Mys dobrých nadějí (1985)

## F
- Fang das Licht - Darinka Rolincová a Karel Gott - (Jiří Zmožek / Michael Kunze) - 1985 - německá verze písně: Zvonky štěstí

## G
- Gefühle lügen nicht (německá verze To musím zvládnout sám) - Karel Gott - (Jiří Zmožek / Michael Kunze) - 1986

## H
- Hotel Avion - Hana Zagorová a Stanislav Hložek a Petr Kotvald - (Jiří Zmožek / Vladimír Čort) - 1984
- Hříchy mládí - Marcel Zmožek - (Jiří Zmožek / Zdeněk Rytíř)

## Ch
- Chci víc - Eva Hurychová - (Jiří Zmožek / Michal Horáček) - 1985
- Chvála a uctívání
- Chvíli jen chvíli  - (Jiří Zmožek / Vladimír Čort)

## J
- Já to s tebou jednou provždy vzdávám ( Jiří Zmožek / Jana Dolkošová )
- Jak Pán Bůh stvořil svět
- Já jsem tvá stálá - Marcela Holanová - (Jiří Zmožek / Karel Šíp) - 1986
- Jednou - Helena Vondráčková - (Jiří Zmožek / Vladimír Čort) - 1981
- Jednou přijde stáří - Jiří Zmožek - (Jiří Zmožek / Michal Horáček)
- Jestli tam taky budu
- Ještě nespi, lásko má - Jana Preissová a Viktor Preiss - (Jiří Zmožek / Pavel Kopta)
- Jsem jaká jsem - Helena Vondráčková - (Jiří Zmožek / Zbyšek Malý) - 1982

## K
- Kam tě vítr vzal - Petra Janů - (Jiří Zmožek / Miroslav Černý) - Mys dobrých nadějí (1985)
- Kantiléna - Karel Gott - (Jiří Zmožek / Eduard Krečmar) - 1987 - byla nazpívána taky německá verze písně: Denn es ist mehr
- Kesera - Jakub Smolík - (Jiří Zmožek / Vladimír Čort)
- Když se láska vrací k nám - (Jiří Zmožek / Marcel Zmožek)
  - Když se láska vrací k nám - Jakub Smolík - (Jiří Zmožek / Marcel Zmožek)
  - Když se láska vrací k nám - Jakub Smolík a  Šárka Tomanová - (Jiří Zmožek / Marcel Zmožek)
- Když se načančám - Heidi Janků - (Jiří Zmožek / Zdeněk Borovec)
- Když táta koupil piáno - Josef Abrhám -  (Jiří Zmožek/Pavel Kopta)
- Kousek cesty s tebou - Hana Zagorová - (Jiří Zmožek / Václav Hons) - 1986
- Kousek štěstí přijď mi dát - Věra Špinarová - (Jiří Zmožek / Vladimír Čort) - 1982
- Křižovatka 6 - Hana Zagorová - (Jiří Zmožek / Vladimír Čort) - 1984

## L
- Lady Moonlight - Karel Gott - (Jiří Zmožek / Michal Horáček) - 1987 - česká verze písně: Maurice
  - Lady Moonlight - Jiří Zmožek - (Jiří Zmožek / Michal Horáček)
- Láska č. 1 - Jiří Helekal - (Jiří Zmožek / Vladimír Čort) - 1981
- Láska je věčná
- Léta jsem nehrál na housle - (Jiří Zmožek / Miroslav Florian)
- Líbezná Páně dobrota
- Liverpool versus Toríno - Marcel Zmožek - (Jiří Zmožek / Michal Horáček) - Liverpool versus Torino / Bude mi dvacet (1985)
- Loď snů - Karel Gott - (Jiří Zmožek / Michal Horáček) - 1988

## M
- Máme si co říct - Jitka Zelenková - (Jiří Zmožek / Boris Janíček)
- Máme tu další dobrý den - Iveta Bartošová, Karel Černoch - (Jiří Zmožek / Zdeněk Borovec) - 1986 (z pohádky Co takhle svatba, princi)
- Marion - Jakub Smolík a Šárka Tomanová - (Jiří Zmožek / Vladimír Čort)
- Maurice - Karel Gott - (Jiří Zmožek / Irma Holder) - 1986 - byla taky nazpívána česká verze: Lady Moonlight
- Měsíc je den ode dne krásnější - Hana Zagorová - (Jiří Zmožek / Michal Bukovič) - 1989
- Meteor lásky - Věra Špinarová (Jiří Zmožek / Vladimír Čort) - 1981
- Mistře, hrajte tango - Pavel Zedníček -  (Jiří Zmožek / Pavel Kopta)
- Modrý ostrov snů - Hana Zagorová - (Jiří Zmožek / Vladimír Čort) - 1983
- Možná hledáš lásku
- Můžu ti závidět
- Mys dobrých nadějí - Hana Zagorová - (Jiří Zmožek / Zdeněk Rytíř) - 1984

## N
- Nahrávám - Helena Vondráčková - (Jiří Zmožek / Michal Bukovič) - 1984
- Naše láska ztrácí L - Hana Zagorová - (Jiří Zmožek / Hana Zagorová) - 1986
- Na vánoce dětem
- Na vlídném slově žádný neprodělá - Karel Gott - (Jiří Zmožek / Jiří Černý) - 1988
- Nejhezčí dárek - 50 zpěváků (více v článku: Jiří Zmožek) - (Jiří Zmožek / Zdeněk Rytíř) - 1985 - Nejhezčí dárek / Nejhezčí dárek (1985)
- Nejhezčí dárek II.  - 50 zpěváků (více v článku: Jiří Zmožek) - (Jiří Zmožek / Zdeněk Rytíř) - Pozn. píseň byla nahrána v pozměněném pořadí zpívaní zpěváků jako Nejhezčí dárek (I.)
- Neříkej mi sklerotiku - Stanislav Hložek a Petr Kotvald - (Jiří Zmožek / František Řebíček) - Mys dobrých nadějí (1985)
- Nešlap nelámej - Hana Zagorová - (Jiří Zmožek / Zdeněk Borovec) - 1985
- Nevím, proč bych nepřiznal - Karel Gott - (Jiří Zmožek / František Řebíček) - 1988
- Noční dopis - Hana Zagorová - (Jiří Zmožek / Pavel Žák) - 1985

## O
- Odcházím - Jiří Císler -  (Jiří Zmožek / Pavel Kopta)
- O dům dál - Gabriela Vránová -  (Jiří Zmožek / Pavel Kopta)

## P
- Péťo, čau - Eva Hurychová - (Jiří Zmožek / Eduard Krečmar) - 1985
- Píseň samotářky - Jana Hlaváčová -  (Jiří Zmožek / Pavel Kopta)
- Píseň svou mi tenkrát hrál - Věra Špinarová - (Jiří Zmožek / Vladimír Čort) - 1982
- Píseň včerejší - Judita Čeřovská - (Jiří Zmožek / J. Aplt) - 1983
- Písničky a zpívánky pro nejmenší křesťánky
- Pohádkář - Viktor Preiss -  (Jiří Zmožek / Pavel Kopta)
- Proto dám vodu svým květinám - Helena Vondráčková - (Jiří Zmožek / Michal Horáček) - 1985
- První sníh - (Jiří Zmožek / Vladimír Poštulka)
  - První sníh - Jakub Smolík a Šárka Tomanová - (Jiří Zmožek / Vladimír Poštulka)
- Prý chlapi nebrečí - (Jiří Zmožek / Marcel Zmožek)
- Představení končí - Jaromír Hanzlík - (Jiří Zmožek / Pavel Kopta)

## R
- Rád - Jitka Zelenková - (Jiří Zmožek / Boris Janíček) - 1985
- Rybičko zlatá, přeju si - Hana Zagorová - (Jiří Zmožek / Jan Krůta) - 1989

## S
- Sbohem, dobrá firmo - Hana Zagorová - (Jiří Zmožek / Zdeněk Borovec) - 1986
- Sedmikráska - Marcel Zmožek - (Jiří Zmožek / Milan Kořínek) 
  - Sedmikráska - Jakub Smolík a Šárka Tomanová - (Jiří Zmožek / Milan Kořínek)
  - Sedmikráska - Jiří Zmožek - (Jiří Zmožek / Milan Kořínek)
- Slušných lidí je víc - Hana Zagorová a Stanislav Hložek - (Jiří Zmožek / Zdeněk Borovec) - 1987
- Smůla bude v tom - Jitka Zelenková - (Jiří Zmožek / Eduard Pernger) - 1985
- Spoločne - Darina Rolincová - (Jiří Zmožek / Jana Rolincová) - 1986
- Srdce mé bláhové - Hana Zagorová - (Jiří Zmožek / Vladimír Čort) - 1980

## Š
- Šel jsem světem - Rudolf Hrušínský -  (Jiří Zmožek / Pavel Kopta) - 1987

## T
- Tam u nebeských bran - Michal Tučný - (Jiří Zmožek / Zdeněk Rytíř), 1982
  - Tam u nebeských bran - Jiří Zmožek, Hana Zagorová, Helena Vondráčková, Jitka Zelenková, Martina Balogová - (Jiří Zmožek / Zdeněk Rytíř), 2009
- Ten vůz už jel - Marie Rottrová - (Jiří Zmožek/Zdeněk Borovec) - 1982
- To býval náš song - Alena Přibylová - (Jiří Zmožek / Zdeněk Borovec)
  - To býval náš song - Jiří Zmožek - (Jiří Zmožek / Zdeněk Borovec)
- To býval ráj
- To musím zvládnout sám - Karel Gott - (Jiří Zmožek / Zdeněk Rytíř) - 1984
- Ty jsi můj song - Věra Špinarová - (Jiří Zmožek / Vladimír Čort) - 1980

## U
- Údolí
- Už mi lásko není dvacet let - Jiří Zmožek - (Jiří Zmožek / František Řebíček) - 1987
- Už mi nevolej - Petra Janů - (Jiří Zmožek / Michal Bukovič) - 1984
- Už se mi nechce jít dál - Hana Zagorová - (Jiří Zmožek / Vladimír Čort) - 1986
- Úsměv za úsměv - Dara Rolins - (Jiří Zmožek / Jana Rolincová)

## V
- Vánek s vůní burčáku - Michal Tučný - (Jiří Zmožek / Zdeněk Rytíř)
  - Vánek s vůní burčáku - Michal Tučný a Jiří Zmožek a Tučňáci - (Jiří Zmožek / Zdeněk Rytíř) - Mys dobrých nadějí (1985)
- V nebi, když andělé pláčou
- Vrať se mi zpátky
- Vraťme se zpátky k horám
- Vyposťte fantoma z lahve - Marcel Zmožek - (Jiří Zmožek / Michal Horáček)

## Z
- Záření - Darinka Rolincová - (Jiří Zmožek / Mirek Černý)
- Z nebe pláče déšť - Hana Zagorová
- Zřejmě letos nikde nejsou kytky - Marie Rottrová - (Jiří Zmožek / Zdeněk Borovec) - 1984
- Zvonky štěstí - Darinka Rolincová a Karel Gott - (Jiří Zmožek / Zdeněk Rytíř) - 1984 - byla taky nazpívána v německé verzi - Fang das Licht - Mys dobrých nadějí (1985)

## Ž
- Žít s láskou
- Živá voda - Hana Zagorová - (Jiří Zmožek / Michal Horáček) - 1987